# Mesonoemacheilus herrei
Mesonoemacheilus herrei es una especie de peces de la familia Balitoridae en el orden de los Cypriniformes.

## Distribución geográfica
Se encuentran en Asia: Kerala (la India ).

## Hábitat
Es un pez de agua dulce y de clima tropical.